# サヴァニャン
サヴァニャン B ないしは サヴァニャン・ナチュレ B (Bは白品種を指す。ナチュレ(B)とも呼ばれる）は、房の小さなブドウの品種で、果実の色は緑や黄色を呈し、トラミネール亜種に分類される。

## 歴史
品種名の語源は、「野生の」という意味を持つフランス語の「sauvage」である。この品種の栽培の歴史は非常に長く、ゲルマニアの時代からすでに栽培されていた。サヴァニャンを介してソーヴィニヨン・ブランとカベルネ・ソーヴィニヨン、シュナン・ブラン、グリューナー・ヴェルトリーナー、シルヴァーナー、ベルデホ、プティ・マンサン、プティ・メリエなどの多くの品種が生み出されたとされる。
遺伝子解析の結果、ピノ・ダルザスを祖先に持つことが判明したが、母系に関しては未だ不明である。
また、ゲヴュルツトラミネールとは互いに遺伝子を共有した同一品種だとされる他、サヴァニャン・ノワールという変異種も存在する。

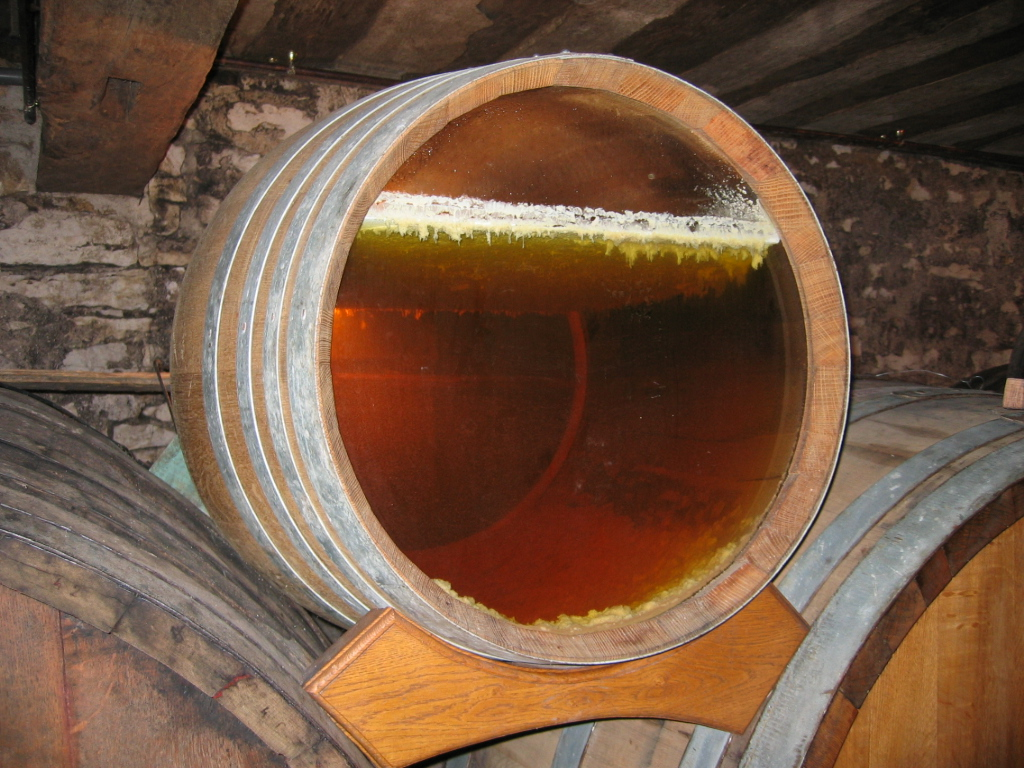
産膜酵母による被膜のもとで酸化熟成されるワイン
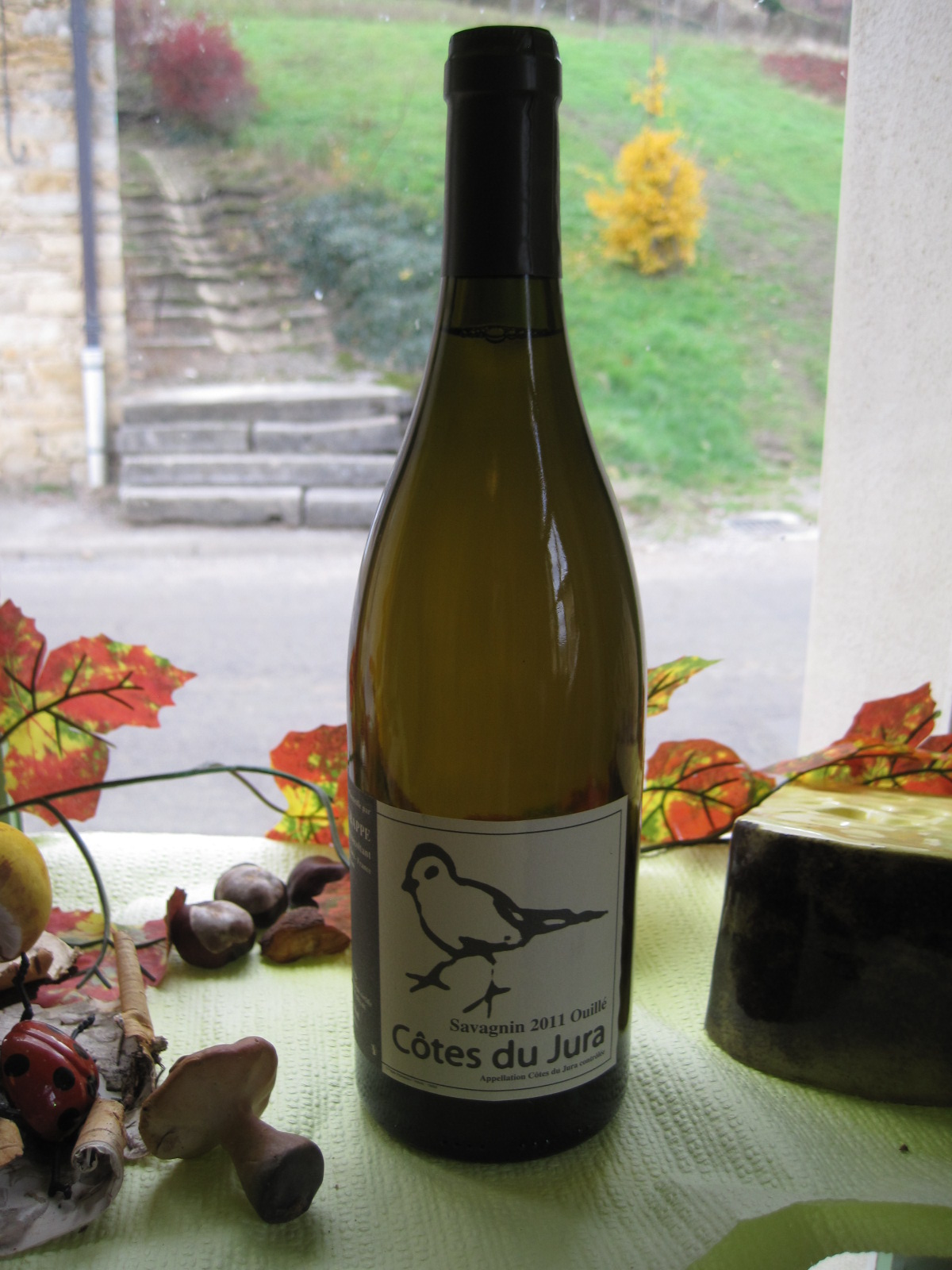
ジュラワインのボトル。品種はサヴァニャン。
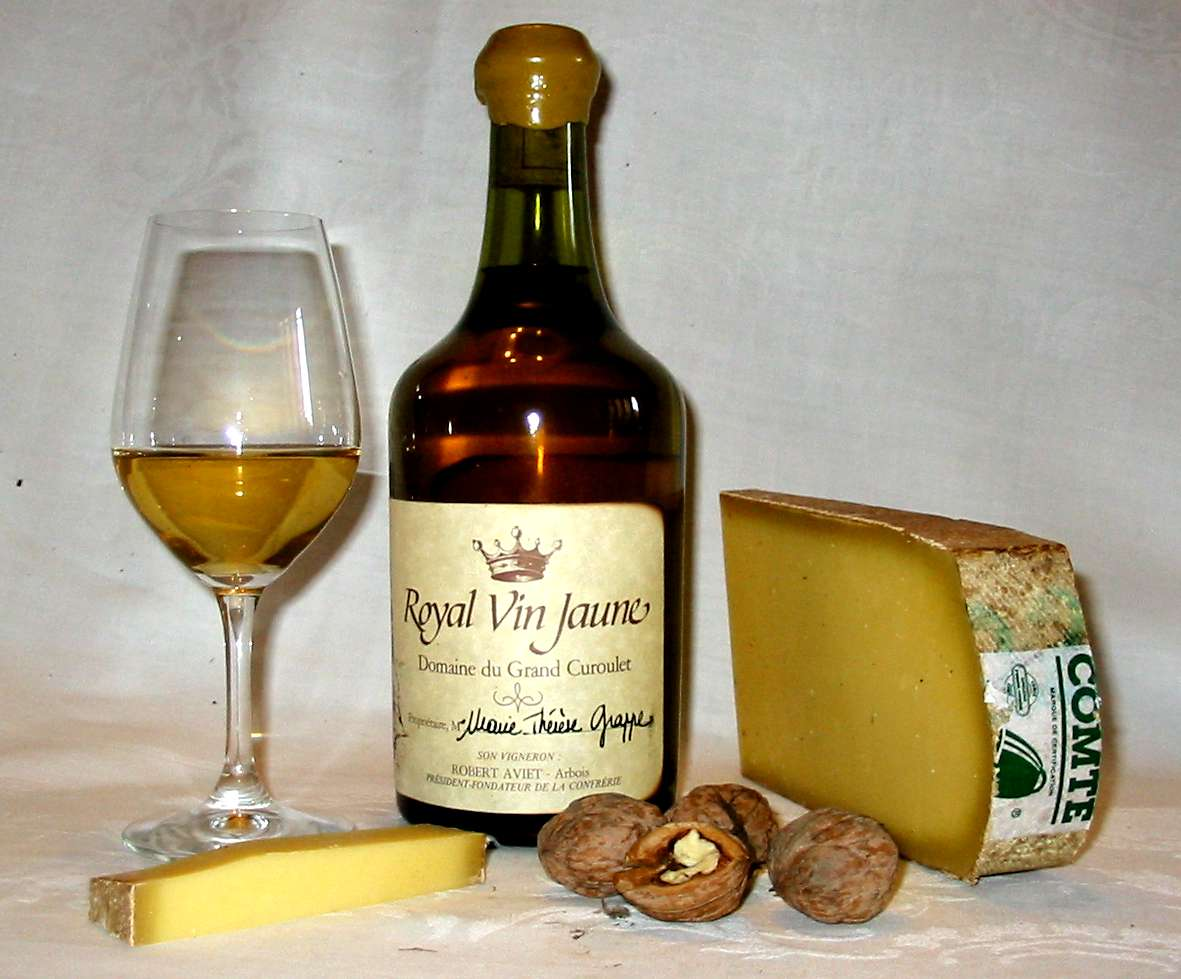
ジュラの特産品たるヴァンジョーヌ、コンテチーズ、クルミ
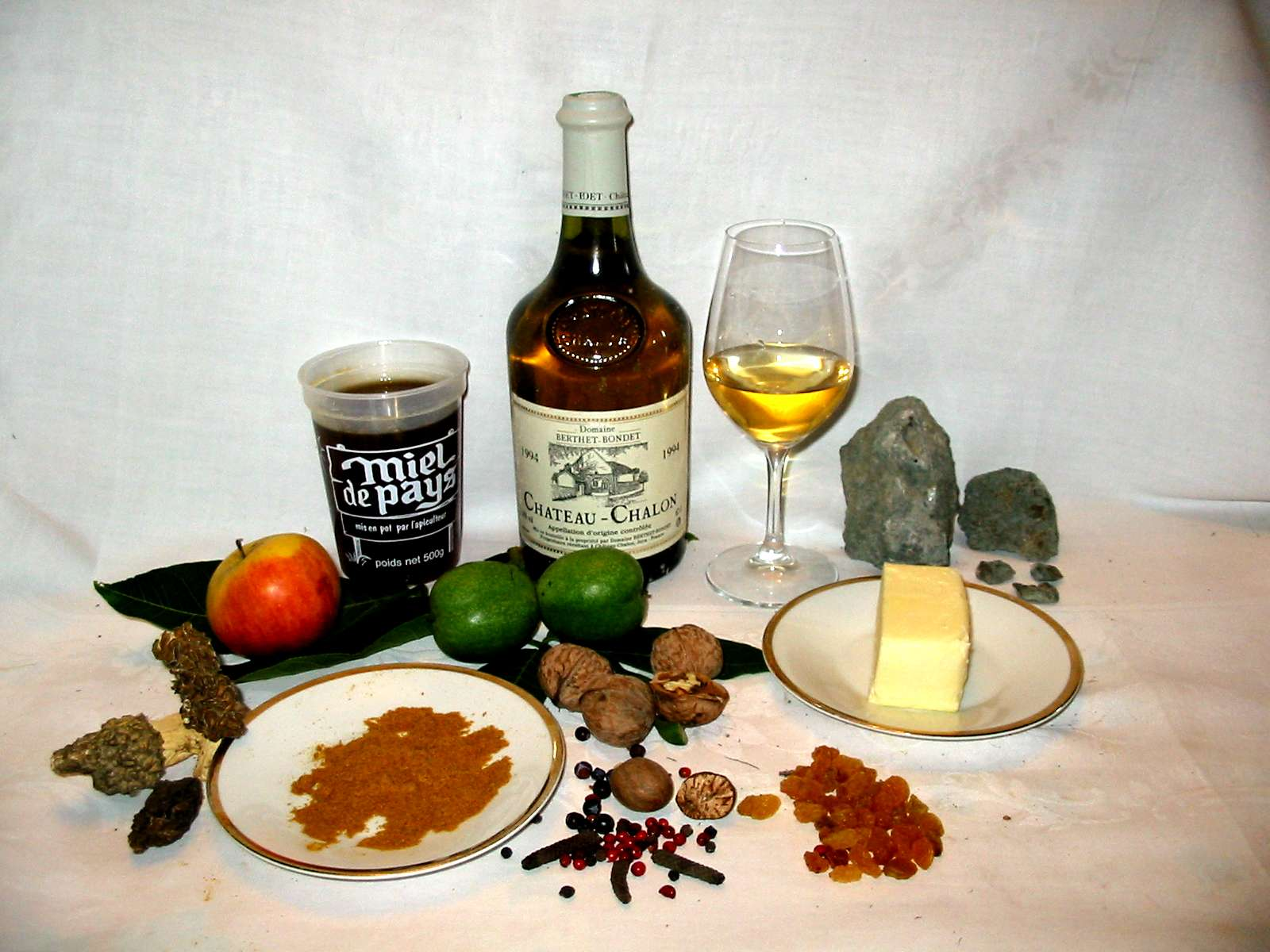
ジュラの至宝、AOCシャトー・シャロン

## 適応性

### 栽培
サヴァニャンは、ジュラのブドウ畑で特徴的な三畳紀の泥灰土土壌（灰色泥灰土／青色泥灰土）への適応に優れている。

### 病害耐性
比較的病害耐性は強く、とりわけ、厚い果皮のおかげで灰色カビ病には強い耐性を持つ。

### 醸造
しっかりとした酸があるので、長命で力強く、複雑味があり、アルコール度数が高いワインをつくることができる。
熟成に関しては、補酒を行なう一般的な熟成のほか、ジュラで特徴的な産膜酵母による被膜による酸化熟成を行なうこともある。
最も重要なポイントとなるのは、ヴァン・ジョーヌおよびヴァン・ジョーヌのみに認められたAOCシャトー・シャロンの生産に用いられることである。
糖度に富むので、パスリヤージュにより糖度を上げてヴァン・ド・パイユの生産に用いられることもある。